# Glenda Kapstein Lomboy
Glenda Inés Kapstein Lomboy (Santiago de Chile, 24 de noviembre de 1939 - Viña del Mar, 13 de enero de 2008) fue una arquitecta y profesora universitaria chilena destacada internacionalmente. 

## Introducción
La arquitecta chilena Glenda Kapstein Lomboy, posee una trayectoria de indudable valor que ha sido reconocida en muchos medios, entre los cuales se destaca que la Casa de Ejercicios Espirituales del Colegio San Luis  (Fundación Alonso Ovalle) en Antofagasta haya sido seleccionada para integrar la exposición realizada en 1996 para el XIX Congreso de la Unión Internacional de Arquitectos (UIA) en Barcelona y una de las obras finalistas al premio Pabellón Mies van der Rohe para arquitectura latinoamericana, en 1998, o el haber recibido el Premio Internacional PLEA, Passive and Low Energy Architecture el año 2003 por una trayectoria con una permanente preocupación sobre la arquitectura y el medio ambiente.
En su trayectoria es inseparable lo construido de lo que se mantuvo en proyecto, principalmente aquellos para concursos, que son verdaderos manifiestos, como la propuesta respetuosa para Cantalao, premiada con una mención en aquel épico concurso convocado por la VIII Bienal de Arquitectura y Urbanismo de Chile en 1991; y el proyecto para la Iglesia del Campus San Joaquín de la PUC, en 1994. De otra forma es fundamental el proyecto-tesis de Magíster “Arquitectura de un lugar para la palabra en San Pedro de Atacama”, realizado también en 1994. Sin embargo habría que recordar que el camino que conduce a la Casa de Retiro, y a la producción posterior, se había delineado con el libro “Espacios Intermedios” en 1988. Desde ese libro hasta la ciudadela de retiro espiritual existe una continuidad sorprendente.

## Formación
Graduada en la Escuela de Arquitectura de la Sede Valparaíso de la Universidad de Chile en 1967(donde había ingresado en 1959), sin embargo completó su formación con un extenso período de residencia en Madrid, España, entre 1967 y 1979, donde trabajó con arquitectos de la última modernidad, como Camuñas (padre e hijo), Georges Candilis (Team 10), y extensamente con la oficina de Corrales y Molezún.  Entre 1973 y 1976 realiza dos cursos del programa de doctorado de la Escuela Técnica Superior de Arquitectura de la Universidad Complutense de Madrid y participa como co-investigadora en diversos proyectos para el INV, Instituto Nacional de Vivienda, en Madrid, España. Llega a Chile el 21 de mayo de 1979, trabaja en Sernatur de San Antonio y a mediado de 1980 se trasladó a Antofagasta, donde fue Directora Regional de Turismo, en 1982 inicia su carrera académica y de investigación (1985 y 2006) comprometida con el Desierto de Atacama en la Escuela de Arquitectura de la Universidad Católica del Norte. En 1994 se recibió de Magíster en la Pontificia Universidad Católica de Chile. Su orientación medio ambiental se delineó en 1988 con la publicación del libro Espacios Intermedios. Entre sus obras de arquitectura destacan la Casa de Retiro en Antofagasta, 1989-1991 (demolida en 2019); el Pabellón de Codelco en Exponor 1995; la Galería Solar de la Casa G, en El Quisco, 1997-2003; Poblado Artesanal Atacameño, San Pedro de Atacama, 2003; la ampliación de la Escuela de Arquitectura Archivado el 14 de agosto de 2021 en Wayback Machine. de la UCN, 2000-2001; y la ampliación Hotel Tulor, San Pedro de Atacama, 2005. 
En 1995 se titula de Magíster en Arquitectura en la Pontificia Universidad Católica de Chile con el proyecto “Arquitectura de un lugar para la palabra en San Pedro de Atacama”. 
El año 2003, recibió el Premio Internacional Passive and Low Energy Architecture (PLEA).
El arquitecto Guillermo Ulriksen  fue uno de los profesores más influyentes en su formación universitaria, siendo su tutor en la tesis de título "Valparaíso: la arquitectura de una ciudad anfiteatro", que realizó con el arquitecto y artista Juan Bernal Ponce (1938-2006) en 1965.

## Experiencia europea
En 1967 se traslada a España, y se vincula a la oficina de Antonio y José Camuñas (padre e hijo), trabajando en el proyecto y construcción del Conjunto Virgen de la Nueva Esperanza en Madrid, obra con la que Kapstein sentía gran afinidad por la resolución que se había logrado en los edificios en altura. En 1969, participa con los Camuñas y con el arquitecto Georges Candilis, en ese momento ex Candilis, Josic, Woods, en el Concurso para la Universidad Autónoma de Madrid, donde obtienen el segundo lugar, con un proyecto que se organiza totalmente bajo las ideas del Team 10 .
A continuación comienza a trabajar con el estudio Corrales y Molezún, desde 1970 hasta 1979, pero fue con "el arquitecto" Ramón Vázquez Molezún con quien creó mayores lazos. En ese contexto, entre los proyectos que trabaja y que más impactan en su experiencia europea fue el laboratorio de investigación para la Standard Eléctrica S.A., más conocido como edificio ITT (International Telephone and Telegraph Corporation), construido en 1972.
Antes de su retorno a Chile, Kapstein realiza un influyente viaje Sidi Bel Abbes y Orán en Argelia, visitando a la arquitecta Marisa Carmona, definiendo una nueva experiencia con el desierto sahariano.

## Publicaciones
- “Espacios Intermedios. Respuesta Arquitectónica al Medio Ambiente, II región”  1988 .
- “Espacios intermedios, respuesta arquitectónica al medio ambiente” (Re-edición del libro) 2015